# Umbilicariales
Ordre
Famille
Les Umbilicariales sont un ordre de champignons lichénisés dans la classe des Lecanoromycetes. L'ordre est monotypique, ne comportant que la seule famille des Umbilicariaceae. Il s'agit de lichens au thalle foliacé, de couleur généralement sombre, attachés au substrat par un point unique et souvent central : c'est à cette particularité morphologique suggérant un ombilic que fait référence le nom du groupe. L'espèce comestible (Umbilicaria esculenta) connue sous le nom d’iwatake au Japon et de seogi en Corée appartient à cette famille.

## Classification
La séparation de cet ordre, basée sur plusieurs études de phylogénie moléculaire, est tardive : suggérée en 2004, puis en 2007, elle ne fut officialisée qu'un peu plus tard, toujours en 2007. Les Umbilicariales constituent un ordre incertae sedis, c'est-à-dire qui n'est actuellement rattaché à aucune des trois sous-classes reconnues des  Lecanoromycetes.

## Liste des genres
Selon Myconet :
- Lasallia
- Umbilicaria